# Alta fedeltà (romanzo)
Alta fedeltà (titolo originale High Fidelity) è un romanzo pubblicato nel 1995 dello scrittore inglese Nick Hornby. 
Seconda opera dello scrittore londinese, Alta Fedeltà ha ottenuto un grande successo ed è diventato un cult fin dalla sua pubblicazione, superando il milione di copie vendute in patria.
Il romanzo, ambientato a Londra negli anni '90, vede protagonista un trentenne, proprietario di un negozio di dischi, frustrato e insoddisfatto, che ripercorre diversi momenti della propria vita, tra cui le sue fallimentari relazioni con le donne, le uscite al pub con gli amici, le intere giornate passate a parlare di musica, fino alla sua ultima storia d'amore, quella con Laura, che lo ha da poco lasciato.
Nel 2000 è stato adattato per il grande schermo nel film omonimo di Stephen Frears, nel 2006 è stato adattato in un musical per Broadway e nel 2020 ne è stata tratta una serie televisiva dal titolo High Fidelity.

## Trama
Londra, anni novanta. Rob Fleming, trentacinquenne, conduce una vita non tutta rose e fiori: dirige un fatiscente negozio di dischi, il Championship Vinyl, è appena stato piantato dalla sua fidanzata, Laura, ed è sentimentalmente frustrato e insoddisfatto della propria vita.
Partendo da una classifica delle "cinque più memorabili fregature di tutti i tempi" (ovvero le cinque più grandi delusioni d’amore avute dal protagonista), Rob ripercorre la sua vita, i suoi sentimenti, le sue frustrazioni. Questo suo percorso interiore e la morte del padre di Laura porta i due a tornare insieme. La loro relazione viene poi fortificata dal rilancio della carriera di Rob come disc jockey. 
Nel libro sono numerose le citazioni di canzoni e di gruppi musicali, di ogni genere, dai Nirvana a Solomon Burke.

## Edizioni
- Nick Hornby, Alta fedeltà, collana Le fenici tascabili, traduzione di Laura Noulian, n. 1, Parma, Guanda, 1999, ISBN 88-8246-152-1.